# IC 1136
IC 1136 ist eine kompakte Galaxie vom Hubble-Typ C im Sternbild Schlange, die schätzungsweise 402 Millionen Lichtjahre von der Milchstraße entfernt ist.
Das Objekt wurde am 10. Juni 1893 von Stéphane Javelle entdeckt.